# Mario Adorf
Mario Adorf (Zúric, 8 de setembre de 1930) és un actor de teatre i cinema alemany considerat un dels grans personatges veterans del cinema europeu. Des de 1954, ha interpretat papers principals i secundaris en més de 200 produccions cinematogràfiques i de televisió, entre elles la pel·lícula El timbal de llauna, guanyadora de l'Oscar del 1979. També és autor de diversos llibres reeixits, principalment autobiogràfics.

## Biografia
Adorf va néixer a Zuric, fill il·legítim d'un cirurgià italià i una infermera alemanya. Va créixer a la ciutat natal del seu avi matern, Mayen, on va ser criat per la seva mare soltera.
El seu debut cinematogràfic va ser en el film de 1954 08/15, on va interpretar a un soldat alemany. Adorf va saltar a la fama a Europa, especialment a Alemanya, i va participar en diverses pel·lícules internacionals, incloent Major Dundee, Ten Little Indians i Smilla, el missatge de la neu. També va tenir un paper menor en l'adaptació de la BBC de la novel·la Smiley's People de John le Carré. A més, ha participat en nombroses produccions italianes.
En 1963, es va casar amb l'actriu Lis Verhoeven. Abans del seu divorci, la parella va tenir una filla, Stella Adorf, qui també es dedica a l'actuació. En 1985, Adorf va contreure matrimoni amb Monique Faye.
Adorf ha expressat el seu pesar per haver rebutjat els papers a El Padrí (1972) de Francis Ford Coppola i Un, dos, tres (1961) de Billy Wilder. També va rebutjar el paper del general Mapache a Grup salvatge (1969) de Sam Peckinpah, perquè considerava que el personatge era massa violent. El 1996, va proporcionar la veu de doblatge alemany al personatge Draco a Dragonheart, un paper interpretat per Sean Connery.

## Premis
Entre molts altres:
- 2000 Premi honorari Bayerischer Filmpreis[4]
- 2011 Premi Best Human Brand[5]

## Filmografia
- 1954: 08/15
- 1955: 08/15 Zweiter Teil
- 1955: 08/15 in der Heimat
- 1956: Kirschen in Nachbars Garten
- 1956: Robinson soll nicht sterben
- 1956: Termin Julia wird gehalten
- 1956: La ragazza della salina
- 1957: Der Arzt von Stalingrad
- 1957: Nachts, wenn der Teufel kam
- 1958: Schwester Bonaventura
- 1958: Das Mädchen Rosemarie
- 1959: Das Totenschiff
- 1959: Am Tag, als der Regen kam
- 1960: Bumerang
- 1960: Le gout de la violence
- 1960: Qui êtes-vous, Monsieur Sorge?
- 1960: Schachnovelle
- 1960: Mein Schulfreund
- 1961: A cavallo della tigre
- 1962: Straße der Verheißung
- 1962: Freddy und das Lied der Südsee
- 1962: Lulu
- 1963: Station Six-Sahara
- 1963: Winnetou 1. Teil
- 1963: Die endlose Nacht
- 1963: Moral 63
- 1963: Die zwölf Geschworenen
- 1963: Der letzte Ritt nach Santa Cruz
- 1963: La visita
- 1964: Vorsicht Mister Dodd
- 1964: Die Goldsucher von Arkansas
- 1964: Major Dundee
- 1965: Estanbul 65
- 1965: Le soldatesse
- 1965: Tierra de fuego
- 1965: Guerre secrète
- 1965: Io la conoscevo bene
- 1965: Ten Little Indians
- 1965: Una rosa per tutti
- 1965: Die Herren
- 1966: Ganovenehre
- 1966: Operazione San Gennaro
- 1967: Zärtliche Haie (Tendres requins)
- 1967: Questi fantasmi
- 1967: Le dolci signore
- 1968: Engelchen macht weiter – hoppe, hoppe Reiter
- 1968: ...e per tetto un cielo di stelle
- 1969: Maßnahmen gegen Fanatiker
- 1969: Die Herren mit der weißen Weste
- 1969: La tenda rossa
- 1969: Gli specialisti
- 1970: L'uccello dalle piume di cristallo
- 1970: Un'anguilla da trecento milioni
- 1970: L'arciere di fuoco
- 1970: Deadlock
- 1971: Milano calibro 9
- 1971: La corta notte delle bambole di vetro
- 1971: La polizia ringrazi)
- 1972: König, Dame, Bube
- 1972: Les aventures de Pinotxo (Le avventure di Pinocchio) (sèrie de televisió)
- 1972: La violenza: quinto potere
- 1972: La mala ordina
- 1972: Quando le donne persero la coda
- 1973: Il delitto Matteotti
- 1973: Die Reise nach Wien
- 1973: Sans sommation
- 1974: La polizia chiede aiuto
- 1974: Processo per direttissima
- 1974: La faille
- 1975: Warum bellt Herr Bobikow?
- 1975: MitGift
- 1975: Die verlorene Ehre der Katharina Blum
- 1976: Bomber & Paganini
- 1977: Gefundenes Fressen
- 1977: Der Hauptdarsteller
- 1977: Tod oder Freiheit
- 1977: (o ho paura
- 1977–1978: Deutschland im Herbst
- 1978: Fedora
- 1979: El timbal de llauna
- 1979: L'empreinte des géants
- 1979: Milo Milo
- 1981: Lola
- 1981: La disubbidienza
- 1982: Marco Polo
- 1982: Les tilleuls de Lautenbach
- 1982: La côte d'amour
- 1982: Invitation au voyage
- 1982: Smiley's People (sèrie de televisió)
- 1983: State buoni se potete
- 1983: Rapports de classe
- 1985: Coconuts
- 1985: Marie Ward – Zwischen Galgen und Glorie
- 1985: Via Mala
- 1985: The Holcroft Convenant
- 1986: Kir Royal
- 1986: Momo
- 1986: The Second Victory
- 1986: Des Teufels Paradies
- 1986: (a ragazza del lilla
- 1986: Mino – Ein Junge zwischen den Fronten (sèrie)
- 1987: Rausch der Verwandlung
- 1987: Notte italiana
- 1987: Des Teufels Paradies
- 1988: Heimatmuseum
- 1988: Try this One for Size
- 1989: Francesco
- 1989: Maxantino
- 1989: La luna negra
- 1989: La Piovra 4
- 1989: La troppola
- 1989: Eppur si muove
- 1990: Rosamunde
- 1990: Gioco di società
- 1990: Mio caro Dottor Gräsler
- 1990: Café Europa
- 1990: Die Kaltenbach-Papiere
- 1990: Quiet days in Clichy
- 1991–1996: Fantaghirò
- 1991: Pizza Colonia
- 1991: Ex und hopp – Ein böses Spiel um Liebe, Geld und Bier
- 1991–1992: Rio Verde
- 1993: Der große Bellheim
- 1993: Bauernschach
- 1993: Spion in Schwarz
- 1993–1994: Amigomio
- 1993: Maus und Katz
- 1993: Felidae
- 1993: König der letzten Tage
- 1994: Il piccolo Lord
- 1996: Der Schattenmann
- 1996: Alles nur Tarnung
- 1996: Dragonheart (veu de Draco)
- 1996: Tresko – Der Maulwurf
- 1996: Tresko – Im Visier der Drogenmafia
- 1996: Tresko – Amigo Affäre
- 1997: Rossini – oder die mörderische Frage, wer mit wem schlief
- 1997: Alle für die Mafia
- 1997: Fräulein Smillas Gespür für Schnee
- 1998: Caraibi
- 1998: La quindicesima epistola
- 1998: Comeback für Freddy Baker
- 1999: Ama il tuo nemico
- 2000: Il piccolo Lord, parte seconda
- 2002: Die Affäre Semmeling
- 2002: Epsteins Nacht
- 2003: I ragazzi della via Pal
- 2004: Vera – Die Frau des Sizilianers
- 2005: Enigma – Eine uneingestandene Liebe
- 2005: Es ist ein Elch entsprungen
- 2006: Karol Wojtyła – Geheimnisse eines Papstes
- 2007: Rosa Roth – Der Tag wird kommen
- 2007: Winnetou darf nicht sterben (Documental)
- 2008: Die Rote Zora
- 2008: Wer Liebe verspricht
- 2009: Same Same But Different
- 2010: Der letzte Patriarch
- 2010: Das Geheimnis der Wale
- 2011: Gegengerade
- 2011: Die lange Welle hinterm Kiel
- 2012: Die Libelle und das Nashorn
- 2013: Krokodil
- 2013: Pinocchio
- 2013: Die Erfindung der Liebe
- 2014: Der letzte Mentsch
- 2014: Altersglühen – Speed Dating für Senioren
- 2015: Der Liebling des Himmels
- 2016: Winnetou – Der Mythos lebt
- 2016: Schubert in Love
- 2018: Einmal Sohn, immer Sohn
- 2018: Karl Marx – der deutsche Prophet[6]
- 2019: Alle für die Mafia
- 2019: Alte Bande